# Charles van Heugten
Carolus "Charles" Ludovicus Gerardus van Heugten (Sint-Oedenrode, 10 april 1913 - Noordzee bij Terschelling, 22 november 1942) was sergeant-vlieger bij de Luchtvaart Afdeling van de Koninklijke Landmacht en daarna bij Marine Luchtvaartdienst en de Royal Air Force.

## Evacuatie
Toen de Tweede Wereldoorlog uitbrak, waren Charles en zijn vriend Laurens Hoogteiling met hun onderdeel op training in Airpark Haamstede op Schouwen-Duiveland. Tijdens de Duiste inval werden op 13 mei 1940 al hun vliegtuigen door Duitse bommen vernield. Hun commandant besloot zijn 57 mannen te evacueren, waarvoor ze eerst naar Zierikzee moesten lopen. Vandaar bracht een marineschip ze naar Vlissingen en vandaar gingen ze met een Franse torpedobootjager naar Breskens. Met bussen en treinen bereikten ze 
Caen waar zij zich samenvoegden met een groep die al eerder van Airpark Vlissingen was gekomen. De groep was inmiddels gegroeid tot 230 man. Op 22 mei vertrokken ze per trein naar Cherbourg, waar de groep uitgebreid werd met 51 infanterie militairen. Ze werden door de Batavier 2 naar Milford Haven in Wales gebracht, en ondergebracht in kampen in Haverfordwest en de RAF Marine Unit in Porthcawl. Vandaar werden ze doorgestuurd naar Nr 6 School of Technical Training in Engeland.

## Oorlogstraining
De 80 piloten van de Marine Luchtvaartdienst, waartoe Charles en Leonard behoorden, werden voor verdere training in Nederlands-Indië op transport gesteld en kwamen met troepenschip Durban Castle op 20 november 1940 in Soerabaja aan. Op het nieuwe  Vliegkamp Morokrembangan bij Soerabaja konden ze terecht, maar er bleken niet voldoende instructeurs te zijn voor het vliegen met twee-motorige vliegtuigen. Op 31 augustus 1941, nog geen jaar na vertrek uit Engeland, was Charles er weer terug.
Zijn training werd op 9 september vervolgd op de Nr 12 Service Flying Training School in Lincolnshire. Hier kreeg hij de felbegeerde 'Wings'.  

## Operationele acties
Op 3 januari 1942 meldde hij zich bij het 320 Dutch Squadron RAF in Fife, Schotland. Hij was klaar voor operationele acties. Het werden er 17 (51 uren en 40 minuten), inclusief drie patrouilles. Bij minstens vier vluchten had Charles zijn vriend Laurens Hoogteiling aan boord.
Op 19 april werd 302 Squadron overgeplaatst naar Bircham Newton in Norfolk.
Op 22 november werd hun Hudson VI met Van Heugten (piloot), Laurens Hoogteiling (navigator), Jacob de Ligt (radio) en Jan Adrianus den Ouden ongeveer 25 km ten noorden van Terschelling neergeschoten, waarschijnlijk door 'Nacht Flieger' Lothar Linke in een Messerschmitt Bf 110.
Van Heugten staat vermeld op de Erelijst van Gevallenen 1940-1945.

## Familie
Sergeant-vlieger Charles van Heugten was de zoon van Charles van Heugten en Hanneke van Heugten-van den Hurk. Hij had vijf zusters en twee broers, Willem en Fons. Zijn vader had een leerlooierij en zijn moeder een café met de naam Van Heugten Verlof. Charles was getrouwd met Sophie van Baarle. Pas nadat het Rode Kruis in 1948 de status van Charles had gewijzigd van vermist naar dood, kon zij het overlijden van Charles in Utrecht aangeven. 
Willem was ook militair vlieger (o.a. Instructeur aan Royal Netherlands Military Flying School in Jackson, Mississippi). Willems schoonzoon Jan Kamp doorzocht (inter)nationale archieven om het verhaal van Charles te doorgronden.